# Durga McBroom
Durga McBroom   (Los Angeles, 16 d'octubre de 1962) és una cantant i actriu nord-americana, coneguda per fer els cors del grup britànic Pink Floyd. Va néixer el 16 d'octubre de 1962 a Califòrnia (Estats Units).
Lectora empedreïda des de primerenca edat i amant de Joni Mitchell, va estudiar teatre, la qual cosa li va donar l'oportunitat de tenir un paper en el clàssic dels 80 "Flashdance", entre altres treballs.
Però la seva afició per la música i el cant la van portar, al costat de la seva germana Lorelei, a treballar amb artistes com Neil Rodgers. David Gilmour va escoltar l'esmentat disc i, sorprès per aquestes germanes, les va convidar a formar part de les coristes de la banda, lloc en què Durga es va mantenir durant la resta dels Tours de Pink Floyd des de 1988, participant en espectacles tan memorables com els xous a Venècia, el palau de Versalles, el festival de Knewborth, a més d'aparèixer a "Delicate Sound of Thunder".
Durga es va mudar a Londres degut als seus treballs amb Pink Floyd i en aquesta ciutat va formar "Blue Pearl", grup amb què va aconseguir un gran èxit a Europa, assolint el núm. 1 amb el tema "Naked In The Rain". "Alive" va ser un altre single en el qual David Gilmour i Richard Wright són músics convidats, a més de Guy Pratt.
Posteriorment torna als EUA, el 1994 participa a The Division Bell i en la totalitat del tour de la banda. Al mateix temps publica un llibre de poesia titulat "Gods and Lovers" i treballa amb David Gilmour en els seus espectacles de rock de cambra.
L'octubre de 2011, Durga, juntament amb la seva germana Lorelei van cantar The Great Gig In The Sky a Anaheim amb el Australian Pink Floyd Show.